# Bolquère
Bolquère (em catalão:  Bolquera) é uma comuna francesa na região administrativa da Occitânia, no departamento dos Pirenéus Orientais. Estende-se por uma área de 17.61 km², e possui 813 habitantes, segundo o censo de 2018, com uma densidade de 46 hab/km².